# Tsuchimikado In no Kosaishō
Tsuchimikado In no Kosaishō (土御門院小宰相?) fue una poetisa y cortesana japonesa que vivió a comienzos de la era Kamakura. Su padre fue Fujiwara no Ietaka y fue hermana de Fujiwara no Takesuke. También fue conocida como Shōmei Mon In no Kosaishō (承明門院小宰相?).
Fue sirvienta del Retirado Emperador Tsuchimikado y de su madre, la Emperatriz Viuda Minamoto no Zaishi de Shōmei Mon In.
Participó en varios concursos de waka en 1236, 1247, 1248, 1251, 1256, 1261 y 1265. Dos de sus poemas waka fueron incluidos en la antología imperial Shinchokusen Wakashū; en total fueron agregados 39 poemas de su autoría en diversas antologías. Es considerada como una de las treinta y seis mujeres inmortales de la poesía.